# Aeroporto Uaicas
O Aeroporto Uaicas (ICAO: SWAE) está localizado no município de Alto Alegre, em Roraima.